# Olav Tuelo Johannesen
Olav Tuelo Johannesen (Larvik, 23 febbraio 1984) è un ex calciatore norvegese, di ruolo attaccante.

## Carriera

### Club
Tuelo Johannesen iniziò la carriera con la maglia del Larvik Turn. Passò in seguito al Sandefjord, per cui esordì in Adeccoligaen il 21 aprile 2003: subentrò infatti a Samuel Isaksen nella sconfitta per quattro a due in casa dello Start. Il 9 giugno siglò le prime reti per la nuova squadra, mettendo a segno una doppietta ai danni del Mandalskameratene. Nel 2005, centrò la promozione nella Tippeligaen con la sua squadra.
Il 9 aprile 2006 giocò il primo incontro nella massima divisione: subentrò a Fredrik Thorsen nel pareggio a reti inviolate contro lo Stabæk. Nello stesso anno, però, fu ceduto in prestito in Adeccoligaen, precisamente al Bodø/Glimt. Disputò il primo incontro con la nuova casacca in data 23 luglio, andando anche a segno nell'uno a uno in casa del Moss.
Tornò poi al Sandefjord, per cui giocò altri 6 incontri nella massima divisione. Venne poi ceduto nuovamente in prestito, questa volta allo HamKam. Debuttò per la nuova maglia il 1º settembre 2007, nella sconfitta casalinga per due a zero contro il Molde. Realizzò l'unica rete con questa squadra ai danni del Raufoss, in un incontro vinto per cinque a zero.
L'anno seguente si trasferì a titolo definitivo al Kongsvinger. Esordì il 6 aprile 2008, in un match perso per tre a uno contro l'Alta. Il 25 maggio segnò la prima rete per la nuova maglia, nel due a due contro il Haugesund. Nel 2009, conquistò la promozione assieme al suo club. L'11 aprile 2010 arrivò il primo gol nella Tippeligaen, nel due a uno contro lo Hønefoss.
Il 1º agosto 2011, passò in prestito allo Start.

### Nazionale
Tuelo Johannesen debuttò per la Norvegia under 21 il 13 gennaio 2004, sostituendo Kristian Ystaas nel successo per cinque a zero sul Qatar under 21. Il 31 maggio 2006 arrivò la prima rete, nella vittoria per uno a zero sulla Spagna under 21.